# Милоје Петровић
Милоје Петровић „Трнавац“ (Трнава код Тополe, око 1760 — Свилеува? код Шапцa, 1810) био је српски војвода из времена Првог српског устанка. Поред Узун-Мирка Апостоловића и Кондe Бимбашe, био је један од војних заповедника у бици за ослобођење Београда, 1806. године.

## Биографија
Био је родом из шумадијског села Трнава код Тополе, па отуда и његов топонимски надимак – „Трнавац“.
Његов пријатељ и кум, био је Младен Миловановић, један од најпознатијих и најбогатијих људи из доба Карађорђеве Србије. Историчар, Милан Ђ. Милићевић (1831—1908) у свом делу „Поменик знаменитих људи у српског народа новијега доба“ (1888), дословно каже: „ Њих двојица су узели најбоље куће и продавнице у Београду, и најлепше њиве и ливаде око Београда. Цео Београд је био њихов. Отуда је против њих букнула мржња и завист других старешина, посебно старијих. Савременици кажу да су ова два човека највише крива за раздор, несугласице и све велике народне катастрофе током Карађорђевог времена “.
Пре избијања битке на Чегру, 1809. године, Милоје је постављен нa место команданта за напад на Ниш. Српска војска се према Нишу кретала веома споро. Пред Ниш долазе тек 27. априла и то код села Каменица, Горњег и Доњег Матејевца, где изграђују шест шанчева. Први и највећи је био на Чегру са војводом Стеваном Синђелићем, други у Горњем Матејевцу (код данас обновљене Латинске цркве) са Петром Добрњцем, трећи северозападно од Каменице са војводом Илијом Барјактаровићем, четврти у Каменици са главним командантом Милојем Петровићем, пети шанац је био изнад Каменице са војводом Пауљом Матејићем и шести у Доњем Матејевцу.
Синђелићев шанац је био облика правоугаоника, на средини подељен стрељачким ровом. На једној страни су били шатори војводе и војске, на другој барутана у коју је војвода Синђелић пуцао. Захтев Милојa Петровића да се Ниш одмах нападне није прихваћен. Тражило се да се сачека са нападом и изврши јака блокада града. Са друге стране, турска војска је добила велико појачање од преко 20.000 војника из Једрена, Солуна, Врања и Лесковца.
Бој је почео у јутарњим часовима 19. маја 1809. (31. маја по новом календару). Турци су јуришали четири пута, али су их Синђелићеви ускоци одбили. Напослетку, преко оних који су изгинули и испунили ровове око шанца, Турци су на јуриш ушли у шанац. Сада је тек настао прави окршај. Борба пушкама, претворила се борбом кундацима, ножевима, хватање за гушу и за косу. Турцима су стално долазиле нове снаге, а Синђелић је остао сам. Кад је Стеван Синђелић видео да не може Турке истерати из шанца, да је много Срба изгинуло, а да не би пао жив Турцима у руке, опалио је из своје кубуре у пуну бурад барута и тако је завршио бој.
Петар Добрњац доживео је као личну увреду именовање Милоја Петровића Трнавца за команданта Нишког војног одреда, јер се сматрао способнијим и храбријим од њега. Због овога је између Петра и Милоја убрзо настала велика нетрпељивост која је, на жалост, негативно утицала на морал и борбену готовост устаничке војске. Поред тога, непосредно пре одлучујуће битке, Трнавац је направио велику тактичку грешку, односно наредио је Хајдуку Вељку Петровићу да са већом групом својих људи напусти положај и оде у Гургусовац (Књажевац), како би спречио могући турски продор из тог правца према Каменици. Одмах потом и Петар Добрњац је, без пристанка Трнавца, напустио Каменицу и са борцима и два топа кренуо према Гургусовцу.
Турци су вероватно сазнали за одлазак Добрњца и Хајдук-Вељка са својих положаја, као и за неслагање српских команданата и зато су одмах са војском кренули ка најнапреднијем српском рову који се налазио на Чегрy. Одлучујућа битка одиграла се у зору 31. маја 1809.
Војвода Стеван Синђелић бранио је свој став на Чегри са 2.000 устаника. Када је десет пута већа турска војска напала његове ровове, Синђелић је затражио од Трнавца да му хитно пошаље помоћ у јаком коњичком одреду. Уместо тога, Трнавац је почео да се повлачи према Делиграду. Видевши да без помоћи не може да одржи свој положај на Чегрy, Стеван Синђелић је, као што је познато, испалио муницију из пиштоља и разнео себе и своје борце. Био је то највећи пораз и највећа трагедија српске војске у Првом српском устанку.
Сазнавши за овај велики пораз и Милојеву грешку, Карађорђе је одузео Милоју војводску титулу и протерао га у Остружницу код Београда.

## Смрт
Због тога је Милоје био заокупљен мишљу да се освети Карађорђу. Та прилика указала му се у јесен 1810. године, у селу Рогачи испод Космаја, током једнe свадбе. У тренутку највеће радости убијен је космајски кнез и војвода Марко Катић. Очигледно је Милоје Трнавац наговорио убицу да почини овај злочин. Како се касније испоставило, Трнавац је желео да изазове протесте у народу и подигне побуну против Карађорђа убијањем истакнутог космајског кнеза. Када није успео, побегао је у Земун, који је тада био на аустријској територији.
На Карађорђеву молбу, аустријске власти вратиле су Трнавцa у Србију (у Шабац), и наредио je Луки Лазаревићу (1774—1852) да му одсече главу. Син Луке Лазаревића - Александар, је касније испричао Милану Ђ. Милићевићy, да је Милоје Луки понудио 70.000 дуката да га не убије: „- Како да те не убијем - одговорио је Лука - кад ми је наређено да пошаљем твоју или моју главу!
- А ти ме барем уби у сну, кад не знам!
- Нећу на спавању, али заиста нећеш знати када ћеш умрети.
И, кад је напуштао Луку, од ручка, Лукини момци су га убили на степеницама када се није надао! “ 